# Maskergrondvink
De maskergrondvink (Melanospiza bicolor synoniem: Tiaris bicolor) is een zangvogel uit de familie Thraupidae (tangaren).

## Verspreiding en leefgebied
Deze soort telt acht ondersoorten:
- M. b. bicolor: de Bahama's, de eilanden nabij noordelijk Cuba.
- M. b. marchii: Jamaica en Hispaniola.
- M. b. omissus: Puerto Rico, de Kleine Antillen, noordelijk Colombia en noordelijk Venezuela.
- M. b. huilae: centraal Colombia.
- M. b. grandior: San Andrés (oostelijk van Nicaragua).
- M. b. johnstonei: Blanquilla en Los Hermanos (nabij noordelijk Venezuela).
- M. b. sharpei: Nederlandse Antillen.
- M. b. tortugensis: La Tortuga (nabij noordelijk Venezuela).